# En idealisk äkta man (film)
En idealisk äkta man (originaltitel: An Ideal Husband) är en brittisk komedifilm från 1999 i regi av Oliver Parker, baserad på Oscar Wildes pjäs från 1895, En idealisk äkta man. 

## Rollista i urval
- Cate Blanchett – Lady Gertrude Chiltern
- Minnie Driver – Miss Mabel Chiltern
- Rupert Everett – Lord Arthur Goring
- Julianne Moore – Mrs. Laura Cheveley
- Jeremy Northam – Sir Robert Chiltern
- John Wood – Lord Caversham
- Peter Vaughan – Phipps
- Ben Pullen – Tommy Trafford
- Marsha Fitzalan – Countess
- Lindsay Duncan – Lady Markby
- Neville Phillips – Mason
- Nickolas Grace – Vicomte de Nanjac
- Simon Russell Beale – Sir Edward
- Anna Patrick – Miss Danvers
- Delia Lindsay – Lady Basildon